# Estefanía Villarreal
Estefanía Villarreal Villarreal (Monterrey, Nuevo León; 11 de marzo de 1987) es una actriz mexicana. Conocida por haber interpretado a Celina Ferrer Mitre en la telenovela Rebelde.

## Biografía
Estefanía Villarreal Villarreal nació el 11 de marzo de 1987 en Monterrey, Nuevo León. 
Debutó en el 2004 trabajó en la producción Rebelde interpretando el personaje de Celina Ferrer Mitre.
En el 2007 trabajó en 2 capítulos especiales de la serie mexicana RBD: la familia compartiendo créditos con sus excompañeros de Rebelde.
Tras tres años de no salir en la televisión, en el 2012, el productor Ignacio Sada Madero le da la oportunidad de interpretar a Soraya Linares en la telenovela Un refugio para el amor junto a Zuria Vega y Gabriel Soto. 
En el 2014 participa en la telenovela Camelia la Texana junto a Danna Garcia. Ese mismo año trabajó en la producción de Giselle González Yo no creo en los hombres realizando el papel de Doris junto a Adriana Louvier, Flavio Medina, Azela Robinson, Lenny de la Rosa y nuevamente con Gabriel Soto.
En el 2016 vuelve a trabajar con Pedro Damián en su nueva producción Despertar contigo, interpretando a Frida.
En 2020 fue parte del concepto Reinas de corazones, presentando su primer concierto en el Lunario del Auditorio Nacional, sin embargo, a raíz de la Pandemia de COVID-19, fue cancelado.

## Trayectoria

### Televisión
| Año       | Título                                | Personaje           | Notas                                                   |
| --------- | ------------------------------------- | ------------------- | ------------------------------------------------------- |
| 2000      | Carita de ángel                       |                     |                                                         |
| 2004-2006 | Rebelde                               | Celina Ferrer Mitre | Personaje secundario, telenovela                        |
| 2007      | RBD: la familia                       | Ceci                |                                                         |
| 2008-2009 | La rosa de Guadalupe                  | Varios personajes   | 3 episodios                                             |
| 2008-2009 | Cuidado con el ángel                  | Soraya Linares      |                                                         |
| 2012      | Un refugio para el amor               | Tamara              |                                                         |
| 2012      | Como dice el dicho                    | Samanta             | 1 episodio                                              |
| 2014      | Camelia la Texana                     | Mireya Osuna        |                                                         |
| 2014-2015 | Yo no creo en los hombres             | Doris Balbuena      |                                                         |
| 2016      | Despertar contigo                     | Frida               |                                                         |
| 2018      | Y mañana será otro día                | Nora Solé           |                                                         |
| 2019      | Decisiones: Unos ganan, otros pierden | Laura Sánchez       | Episodio: "Celos asesinos"                              |
| 2022      | Rebelde                               | Celina Ferrer Mitre | Personaje secundario, serie de TV Netflix (8 episodios) |
| 2022      | Cómo sobrevivir soltero               |                     | 1 episodio serie de Prime Video                         |
| 2024      | Ligeramente Diva                      | Delia Delgado       | Protagonista                                            |
| 2025      | Monteverde                            | Diana Castillo      | Reparto estelar                                         |

### Cine
| Año  | Título | Personaje       |
| ---- | ------ | --------------- |
| 2014 | Gloria | Susana Figueroa |

## Premios y nominaciones

### Premios TVyNovelas
| Año  | Categoría            | Telenovela                | Resultado |
| ---- | -------------------- | ------------------------- | --------- |
| 2015 | Mejor actriz juvenil | Yo no creo en los hombres | Nominada  |